# タレントショップ
タレントショップとは俳優・歌手などの著名人の名前を使いタレントグッズを専門に掲示・販売する店舗を指す和製英語。

## 詳細
タレントショップはTVなどの媒体で活躍するアイドルや歌手・俳優などの自然人やグループが、自身の似顔絵やロゴマークを用いたグッズを専門に販売する店で、経営母体は芸能人自身もしくは当該芸能人が所属する芸能事務所であるのが一般的である。一方で単に著名人が名前を貸しただけで経営には一切タッチしていないショップや、当人に無断で、生写真や名前入り商品などを販売（著作権・肖像権侵害である）する店舗なども広義の意味でタレントショップと呼ばれており、それゆえ前述の芸能人・芸能事務所経営のタレントショップはこれらと区別する意味で「オフィシャル（公式）ショップ」という名称を用いる場合もある。
タレントショップは元々大正時代や昭和時代初期の茶店・喫茶店がその端緒とされており、1910年、上方落語の2代 桂文之助（1859 - 1930年）が京都東山の高台寺境内に創業した茶店「文の助茶屋」や、昭和8年に長谷川一夫が大阪・心斎橋筋にフルーツパーラー「蝶屋」をオープンさせたのが元祖だといわれている。但し当時は「タレントショップ」という概念自体が存在しておらず、あくまでも「芸能人の副業」という色合いが強かった。
のちに芸能範囲の多角化やアイドル芸能人の概念の普及等により、次第にタレントが店舗で自身のグッズを販売するようになってゆき、タレントショップではTV番組とのタイアップなどメディアミックス戦略も積極的に行われるようになっていった。天才・たけしの元気が出るテレビ!!や邦ちゃんのやまだかつてないテレビの関連ショップが登場した1980年代にタレントショップブームはピークになり、東京・原宿の竹下通り、京都の嵐山、旧軽井沢メインストリート（旧軽井沢銀座）、清里高原といった若年層をメインターゲットとした観光地には数多くのタレントショップが軒を連ねるようになった。しかし1990年代になるとバブル崩壊や通信販売・インターネット販売の普及などでタレントショップは下火となり、1980年代に登場したタレントショップの多くが閉店に追い込まれた。
以後、タレントショップは期間限定営業のものやマーケティングノウハウを活用した戦略で多店舗経営を行うものが主流となっている。また、たとえば吉本興業のなんばグランド花月の1F部分にある所属タレントのグッズ販売スペースのように、規模の大きい芸能事務所では関連施設の一部をグッズ販売専用スペースとして提供している場合もあり、これも広義の意味でのタレントショップといえる。
なおタレントショップのはじまりは前述のタレント創業飲食店からであったが、今日では「タレントショップ」といえば「ファンへのグッズ販売を目的とした店舗」もしくは「飲食物販売とグッズ販売を並行している店舗（例:Far East Café＝小田和正）」を指し、「単にタレントが副業として経営している飲食店（例:炭火焼肉たむら＝たむらけんじ、創作和風料理 はせ川＝島田紳助、山下元気うどん＝オモロー山下）」は一般に「タレントショップ」として認識されなくなっている。

## 店舗
※五十音順
- 浅香唯 - PALPITER（パルピティエ）
- 梅宮辰夫 - 梅宮辰夫の漬物本舗
- AKB48 - AKB48 SHOP
- 大橋巨泉  - OKギフトショップ
- 小田和正 - Far East Café
- 加藤茶 -カトチャンショップ
- コロッケ -コロッケのころっ家
- 酒井法子 - NORI・P・HOUSE
- 島田紳助 - あでれいど
- 聖飢魔II - ぬらりんハウス
- 田代まさし - マーシーズ
- 所ジョージ - TOKORO'S FACTORY
- とんねるず - バレンタインハウス、セシカ
- 中山美穂 - AUBE JAPON（オーブ・ジャポン）
- ハロー!プロジェクト - ハロー!ショップ
- ビートたけし - 元気が出るハウス、北野印度会社
- 山田邦子 - やまだかつてないショップ
- 松田聖子 - フローレス・セイコ
- 松本伊代 - PiNK BUS

ほか